# Дрегоєнь
Дрегоєнь, Дрегоєні (рум. Drăgoieni) — село у повіті Горж в Румунії. Адміністративно підпорядковане місту Тиргу-Жіу.
Село розташоване на відстані 228 км на захід від Бухареста, 4 км на схід від Тиргу-Жіу, 88 км на північний захід від Крайови.

## Населення
За даними перепису населення 2002 року у селі проживали 839 осіб.
Національний склад населення села:
| Національність | Кількість осіб | Відсоток |
| -------------- | -------------- | -------- |
| румуни         | 744            | 88,7%    |
| цигани         | 94             | 11,2%    |

Рідною мовою назвали:
| Мова      | Кількість осіб | Відсоток |
| --------- | -------------- | -------- |
| румунська | 744            | 88,7%    |
| циганська | 94             | 11,2%    |